# Rocca di Montauto
La Forteresse aldobrandesque (en italien : Rocca aldobrandesca), plus connue sous le nom de Rocca di Montauto est une construction fortifiée située dans la partie sud de la commune de Manciano, (province de Grosseto), en Toscane,. Elle se trouve sur une colline de la réserve naturelle de Montauto.

## Historique
La présence anthropique à Montauto a des origines lointaines ; en témoigne un ensemble de 799 objets – éclats, pierres et autres trouvailles paléolithiques, aujourd'hui conservés au musée de la Préhistoire et de la Protohistoire de la Vallée de Fiora à Manciano.
Entre le IXe et le Ier siècle av. J.-C., la zone est peuplée par les Étrusques. Les progrès qu'ils ont réalisés ont légué une immense production artistique et culturelle, les poteries, bronzes et bijoux qu'ils nous ont laissés font connaître la région dans le monde entier avec de très riches collections de découvertes archéologiques dans les musées les plus prestigieux. En 280 av. J.-C., la zone passa aux Romains, bâtisseurs renommés, qui créèrent la Via Aurelia et de nombreux villages encore habités aujourd'hui. Dans la région, les eaux thermales et la fertilité des terres sont particulièrement appréciées ; ces dernières ont produit au fil des siècles une réalité rurale unique, avec la sélection d'espèces domestiques indigènes typiques de la région de la Maremme (chiens de berger et animaux de meute et de ferme).
Au Haut Moyen Âge, c'était un territoire disputé par les Sarrasins, les Papes et les rois Francs. Les mêmes seigneurs féodaux toujours portés à s'affronter, redessinent les limites et les propriétés jusqu'à l'instauration d'une hégémonie carolingienne. Ce sera Charlemagne en 805 qui en fit don à l'abbaye Tre Fontane, monastère cistercien qui la contrôla pendant plus de trois cents ans.
Au XIIe siècle, la domination des Aldobrandeschi fut établie, consolidant un système d'imposantes structures défensives encore visibles aujourd'hui, les forteresses aldobrandesques. Parmi les plus importants on trouve la Rocca di Montauto, mais aussi : le château de Scerpena, le château de Scarceta, le fort de Macchiatonda, la ferme de Campigliola, la ferme de Marsiliana, le château de Stachilagi, la tour Crognola et la tour de Buranaccio. Des siècles de conflits entre familles nobles (famille Orsini de Pitigliano et les Basques), cités-États (Sienne, Orvieto…), les forces politiques (guelfes et gibelins), les raids et pillages (en 1489 la zone fut même occupée par des pirates corses) justifient les lourdes fortifications.
À la fin du XVe siècle, la Rocca di Montauto attire l'attention de l'Empire byzantin vaincu à Constantinople par l'Empire ottoman. Le Conseil populaire de Sienne autorise Jeanne de Savoie (la dernière souveraine de l'Empire byzantin) et son entourage de cent familles grecques à établir une nouvelle colonie à Montauto. L'ensemble du projet a été abandonné lorsque le grand-duché de Toscane a vaincu la république de Sienne et a établi sa domination sous l'emblème de la maison de Médicis. Une ère de splendeur paisible de la Renaissance commence durant laquelle les fortifications deviennent des ruines et le territoire sert de grenier à toute la région. Apprivoisé par les vachers à cheval, ce paysage rural sauvage et sans limites fut ensuite choisi comme sujet par les peintres Macchiaioli.
Plus récemment, les marquisats de Corsini et de Guglielmi se succédèrent, ébranlés seulement par les incursions des brigands. Le « roi de la Maremme », Domenico Tiburzi (it), aimé du peuple, trouve ici refuge dans son opposition à l'oppression des puissants. Pendant la Seconde Guerre mondiale, la valeur des partisans se fait sentir ; les anciennes fortifications et les forêts primitives de la Maremme se prêtent à abriter la résistance italienne.

## Description
La Rocca di Montauto se présente sous la forme d'une imposante ruine, reliée à l'origine au château aujourd'hui disparu. La structure, partiellement cachée par la végétation, présente une section quadrangulaire, flanquée d'une cour fortifiée caractéristique ; sur les structures des murs en pierre, il y a quelques ouvertures surmontées d'arcs surbaissés. La partie supérieure est désormais dépourvue de couronnes en raison de la longue période de dégradation.
La Rocca di Montauto est devenue une propriété privée.

## Fondation Montauto Wildlife

Logo de la MWF.

La Rocca di Montauto abrite la Montauto Wildlife Foundation (MWF), une organisation à but non lucratif destinée à la conservation naturaliste de la faune et de la flore locales. La réserve a été créée en 2020 et couvre un territoire de 42 hectares.
La zone est située entre deux importantes réserves naturelles : 
- La réserve naturelle de Montauto
- L'Oasi di Vulci (it)

ainsi que du  parc archéologique de Vulci et d'une forêt primaire de plus de 3 000 ha.

## Galerie

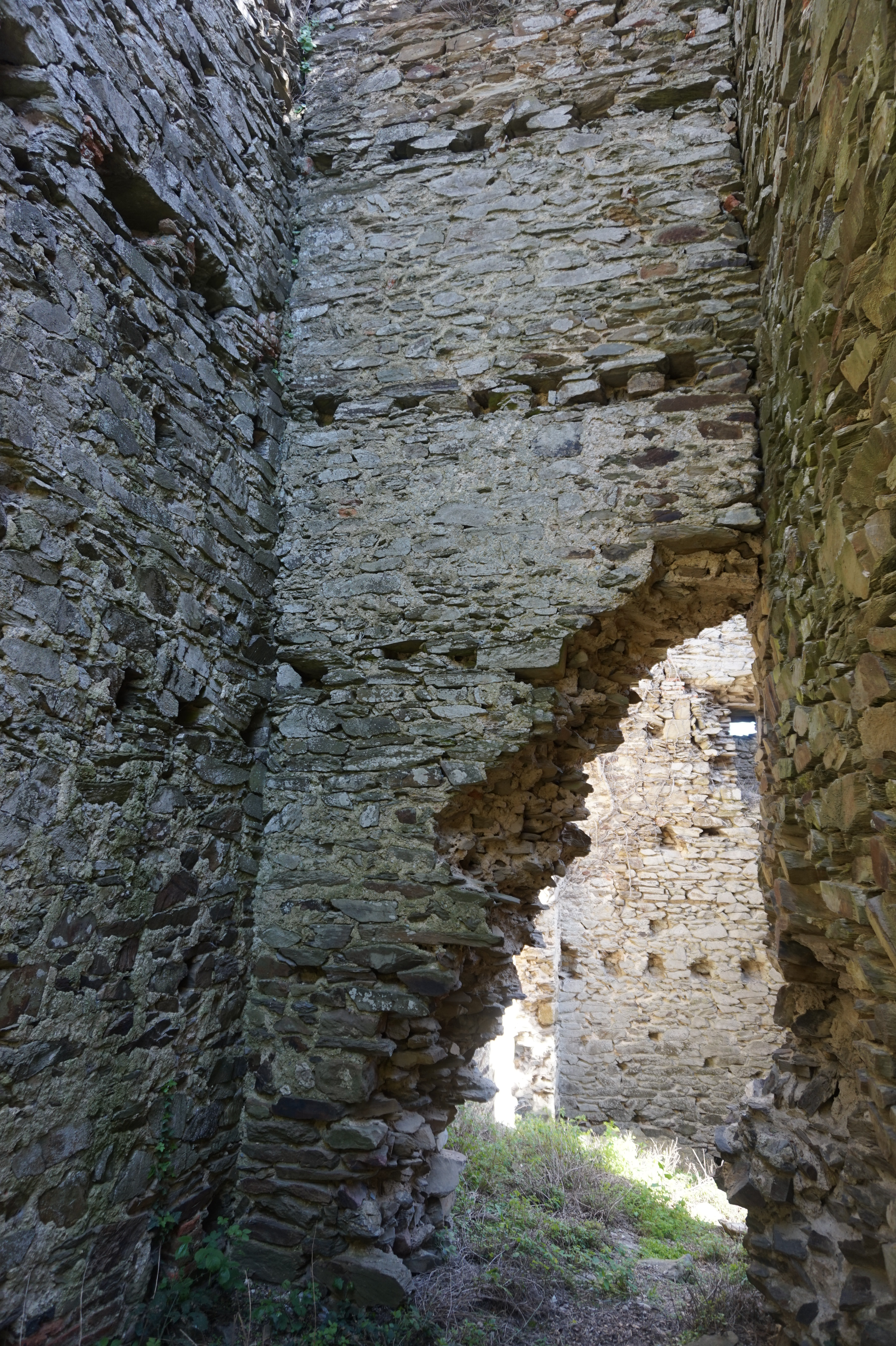
Mur intérieur.
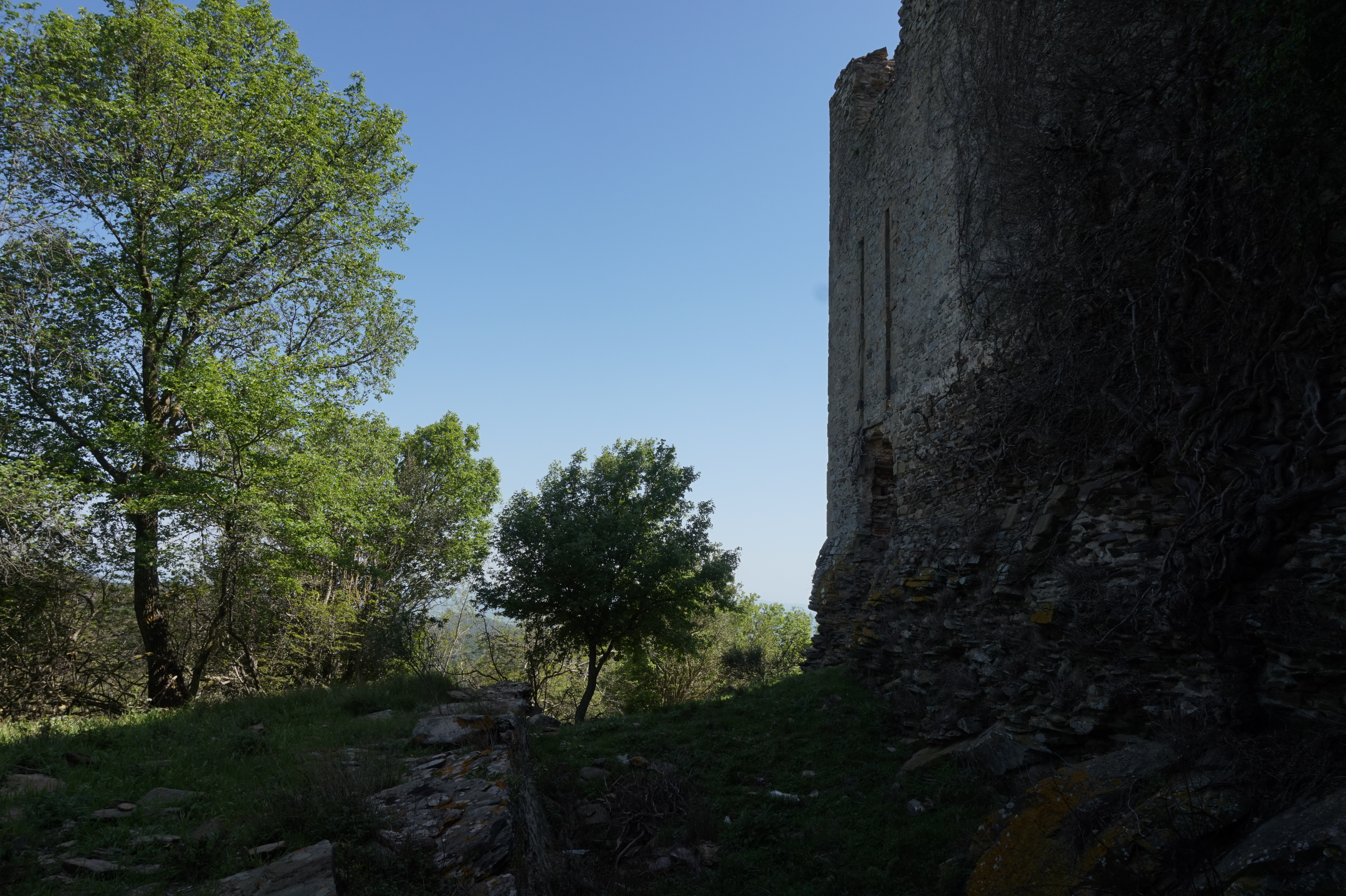